# Alex Antônio de Melo Santos
Alex Antônio de Melo Santos (* 26. April 1983 in Diamantina) ist ein brasilianischer Fußballspieler. 

## Karriere

### Ligaspiele
Der 1,72 Meter große Alex begann seine Karriere 2002 beim Verein Kawasaki Frontale, nachdem er seine Jugend in Brasilien bei Cruzeiro Belo Horizonte verbrachte und in der Profimannschaft nicht zum Zuge kam. Nach einer Spielzeit ging er für fünf Jahre zum Verein Avispa Fukuoka. Der Vertrag von Alex wurde im Nachhinein nicht verlängert und somit wechselte er im Jahr 2008 wieder zurück ui Kashiwa Reysol. In den darauffolgenden zwei Jahren war er beim Verein JEF United Ichihara Chiba aktiv. Dort nahm er 2009 an 22 torlosen Spielen teil und 2010 absolvierte er 33 Spiele, wo er sieben Mal ins Tor traf. Für die Jahre 2010 und 2011 war er bei den Verein Kashima Antlers aktiv, wo er im früheren Jahr 30 Spiele absolvierte und fünf Tore schoss. Im späteren Jahr war er nicht mehr so aktiv, wie im Vorjahr und nahm nur mehr an fünf Spielen teil, wo er am Ende kein Tor aufweisen. Der Grund für die geringe Anzahl war, dass er Leihe beim Verein Tokushima Vortis, wo er das restliche Jahr 2012 aktiv war. Nachdem das Jahr abgeschlossen war, absolvierte er 14 Spiele und konnte drei Mal ins Tor treffen. Seit 2013 ist er beim Verein nicht mehr als Leihe aktiv, er konnte dort einen festen Vertrag unterschrieben. 

### Kaiserpokal
Wie in Japan üblich, nahm er 2002, 2003, 2004, 2007, 2008, 2009, 2011 und 2011 bei Spielen des Kaiserpokals teil und wird in diesen Abschnitt näher erläutert. In seinem ersten Jahr beim Verein Kawasaki Frontale absolvierte er gleich drei Spiele, in welchen er zwei Tore schießen konnte. Nach dem Wechsel zum Verein Avispa Fukuoka war er weiterhin mit dem Verein beim Kaiserpokal vertreten. Von seinen aktiven fünf Jahren war er drei Jahre tätig. In seinem ersten Jahr war er an drei Spielen beteiligt, ein Tor konnte er nicht schießen. 2004 und 2007 absolvierte er jeweils zwei Spiele, wovon jeweils einmal ein Tor gelang. In den drei Jahren beim Verein konnte er an sieben Spielen teilnehmen und zwei Tore schießen. Die höchste Anzahl, an der er in der höchsten japanischen Klasse mitspielen durfte, war 2008 beim Verein Kashiwa Reysol, wo er fünf Mal auf dem Rasen stand, welche alle torlos blueben. Nach dem Wechsel zum schwer angeschlagenen Verein JEF United Ichihara Chiba, wo er im ersten Jahr noch ein torloses Spiel bestritt, im zweiten konnte er überhaupt nicht mehr teilnehmen. 2011 absolvierte er zwei Spiele des Kaiserpokals beim Verein Kashima Antlers, welche jedoch torlos blieben. Sein letztes Jahr beim Kaiserpokal war 2012, wo er zwei Spiele beim Verein Tokushima Vortis, bei welchem er ein Tor schießen konnte.